# 克萊爾湖 (艾伯塔省)

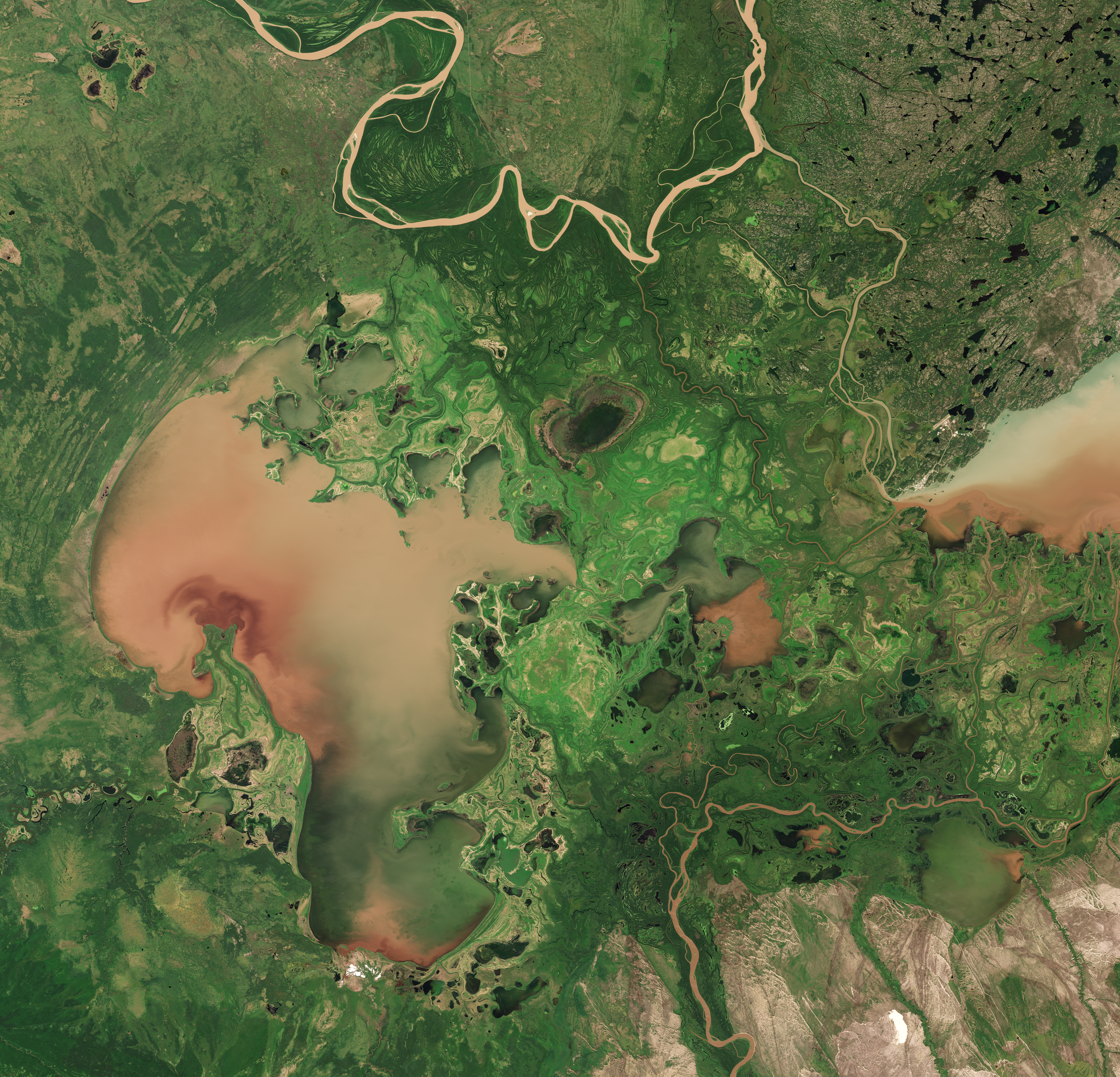
克萊爾湖（圖左）

克萊爾湖是加拿大艾伯塔省的湖泊，位於森林野牛國家公園。湖長59公里、寬45公里，面積1,415平方公里，島嶼面積21平方公里，海拔高度213米，平均水深1.2米，最大水深2米，蓄水量1.7立方公里。
58°35′N 112°05′W / 58.583°N 112.083°W